# Ковальчук Євген Володимирович
Євген Володимирович Ковальчук (нар. 6 вересня 1992, м. Глухів (нині — Шосткинського району), Сумська область — пом.. 1 квітня 2022, під Черніговом) — капітан 15-го мотопіхотного батальйону «Суми» 58-мої окремої мотопіхотної бригади імені гетьмана Івана Виговського Збройних Сил України, учасник російсько-української війни, що трагічно загинув під час російського вторгнення в Україну 2022 року.

## Життєпис
Євген Ковальчук народився у вересневі дні 1992 року у Глухові на Сумщині, коли чи не вся Україна урочисто відзначала 1000-річчя з дня заснування його рідного міста. Після закінчення 9-ти класів Глухівської загальноосвітньої школи І-ІІ ступенів № 4 він вступив до Глухівського агротехнічного коледжу імені С. А. Ковпака. Навчався на відділенні «Електрифікації і автоматизації сільського господарства». Згодом здобув військовий фах у Львівській національній академії Сухопутних військ імені гетьмана Петра Сагайдачного.
На військовій службі перебував із лютого 2015 року, брав участь у АТО. Обіймав посаду командира 1-ї мінометної батареї 15-го мотопіхотного батальйону «Суми» 58-мої окремої мотопіхотної бригади імені гетьмана Івана Виговського. У ході російського вторгнення в Україну 2022 року загинув під Черніговом 1 квітня 2022 року. Його автівка натрапила на міну, коли він допомагав евакуювати людей. У Сумах церемонія прощання із загиблим капітаном Євгеном Ковальчуком відбулася 4 квітня 2022 року.

## Родина
У Євгена Ковальчука залишився маленький син та дружина.

## Нагороди
- орден За мужність III ступеня (2022) — за особисту мужність і самовіддані дії, виявлені у захисті державного суверенітету та територіальної цілісності України, вірність військовій присязі[7].